# Karl Ludwig von Littrow

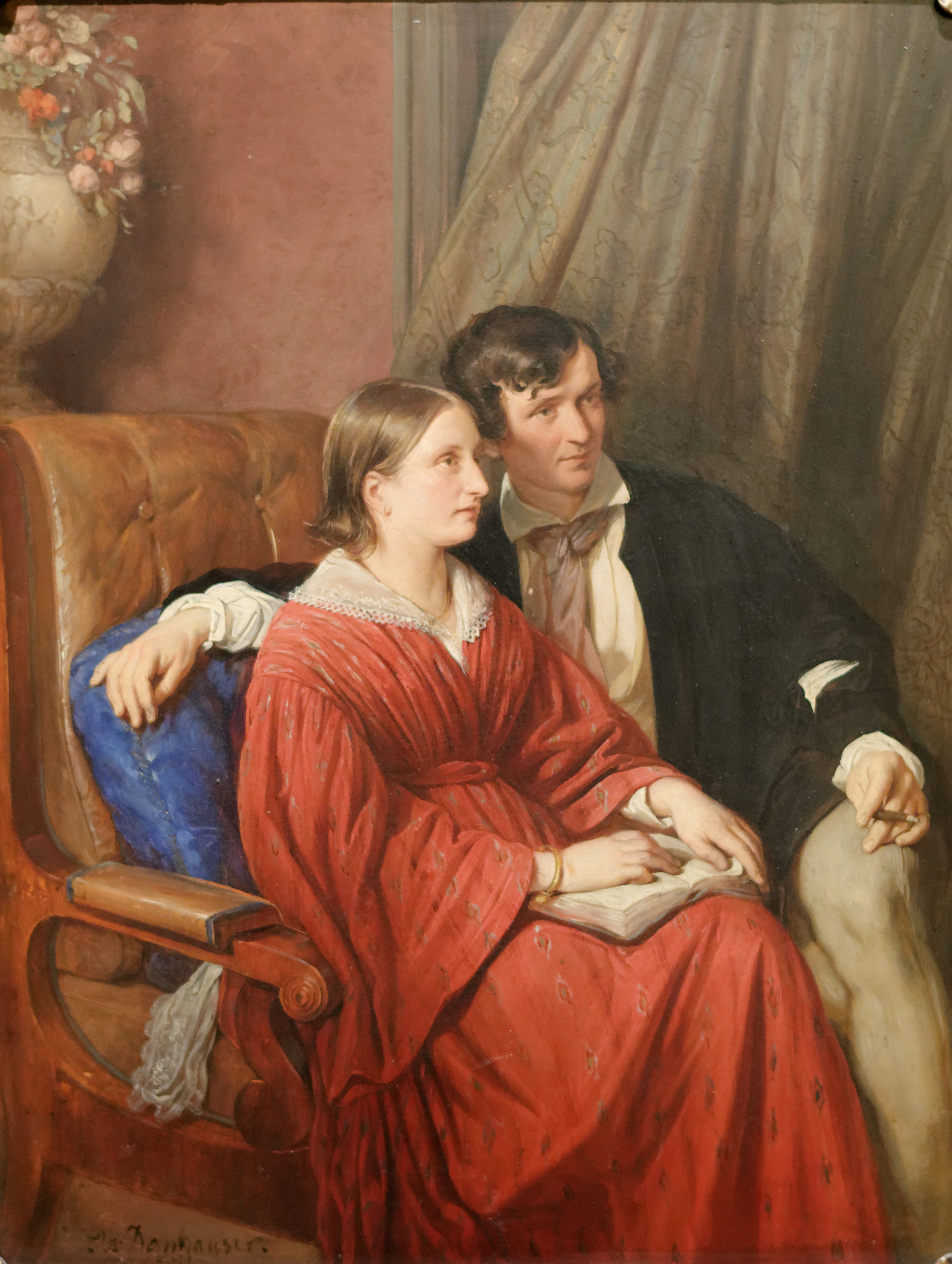
Portretul lui Karl Ludwig von Littrow și al soției sale, Auguste von Littrow, născută Bischoff, de Josef Danhauser (1841).

Karl Ludwig von Littrow (18 iulie 1811, Kazan, Imperiul Rus - 16 noiembrie 1877, Veneția, Italia) a fost un astronom austriac, fiu al astronomului Joseph Johann von Littrow. 
A intrat în serviciul observatorului imperial, unde i-a succedat tatălui său ca director și profesor de astronomie în 1842.

## Lucrări
- Populäre Geometrie, 1839
- Beitrag zu einer Monographie des Halleyschen Cometen, 1834
- Beitrag zu Adalbert Stifter Die Sonnenfinsterniss am 8. July 1842
- Verzeichnis geograph. Ortsbestimmungen, 1844
- Physische Zusammenkünfte der Planeten, 1859
- J. J. v. Littrow's Vergleichung der vorzüglichsten Maße, Gewichte und Münzen, Beck, 1844.